# Bien de club
Un bien de club ou 'bien à péage" est un bien à rivalité faible et à excluabilité forte. Cette définition repose sur la classification des biens en deux dimensions proposée par Ostrom et Ostrom 1977.
Un exemple de bien de club est la télévision cryptée : il faut payer pour accéder à la chaîne en clair, mais le fait de la regarder n'empêche pas les autres utilisateurs abonnés à faire de même.
Autre exemple : une autoroute, avec son péage, exclut un certain nombre d'agents de son usage, mais ceux qui ont payé l'entrée peuvent y conduire sans rivalité avec les autres automobilistes sur l'autoroute (sauf quand on arrive à saturation de l'autoroute ce qui est un autre cas particulier).
Un bien immatériel, par exemple un film, un morceau de musique ou un ebook sur l'Internet peuvent être un bien de club dans la mesure où il faut acquitter un droit pour l'utiliser. Cet attribut peut être temporaire avant le passage dans le domaine public, on parle alors de bien public.